# Angelo Paino
Angelo Paino (* 21. Juni 1870 in Santa Marina Salina, Provinz Messina, Italien; † 29. Juli 1967 in Messina) war von 1923 bis 1963 Erzbischof von Messina.

## Leben und Wirken
Angelo Paino studierte Theologie und Philosophie in Neapel und Rom. Am 16. September 1894 empfing er die Priesterweihe. Anschließend wurde er Theologieprofessor in Neapel und später Rektor des Priesterseminars von Anglona.
Papst Pius X. ernannte ihn am 12. Juli 1909 zum Bischof von Lipari. Die Bischofsweihe spendete ihm am 25. Juli desselben Jahres Letterio D’Arrigo Ramondini, Erzbischof von Messina. Mitkonsekratoren waren Giovanni Battista Arrista-Vigo, Bischof von Acireale, und Salvatore Bella, Bischof von Foggia. Ab 1911 klagte Paino gegen die Stadt Lipari, da er die dortigen Bimssteinvorkommen für die Kirche beanspruchte, scheiterte aber letztendlich.
Auf Ersuchen von Letterio D’Arrigo Ramondini ernannte ihn Papst Benedikt XV. im Oktober 1916 sub secreto zum Weihbischof des Erzbistums Messina. Am 10. Januar 1921 ernannte er Paino zum Koadjutorerzbischof von Messina und zum Titularerzbischof von Antinoë.
Am 10. Februar 1923 ernannte ihn Papst Pius XI. zum Erzbischof von Messina, nachdem er bereits seit Dezember 1922 als Kapitularvikar die Amtsgeschäfte geführt hatte. Die Inthronisation Painos fand am 3. März 1923 statt. Außerdem ernannte ihn der Papst zum Päpstlichen Thronassistenten. Nachdem Teile Messinas 1908 durch ein Erdbeben zerstört wurden, startete er den Wiederaufbau zahlreicher Kirchen und kirchlicher Institute. 1937 hielt er einen Eucharistischen Kongress ab, dem eine starke Wiederbelebung der katholischen Lehre in der Kirchenprovinz folgte. Nach dem Zweiten Weltkrieg ließ er außerdem die 1943 zerstörte Kathedrale von Messina wiederaufbauen. Zugunsten der Finanzierung verkaufte er auch sein Pektoral. Am 11. August 1948 verlieh ihm die Universität von Messina die Ehrendoktorwürde in Philosophie.
Am 7. März 1963 nahm Papst Johannes XXIII. sein aus Altersgründen eingereichtes Rücktrittsgesuch an und ernannte ihn zum Titularerzbischof von Serrae. Angelo Paino nahm auch nicht am Zweiten Vatikanischen Konzil teil. Er bezog seine Wohnung im Priesterseminar von Messina und starb mit 97 Jahren als ältester katholischer Bischof weltweit.